# Andrej Dmitrijevič Sacharov
Andrej Dmitrijevič Sacharov (21. května 1921 Moskva – 14. prosince 1989 Moskva) byl sovětský fyzik, disident a obránce lidských práv, nositel Nobelovy ceny míru a manžel Jeleny Bonnerové.

## Biografie
Narodil se v Moskvě v rodině ruské inteligence. Jeho otec, Dmitrij Sacharov, přednášel fyziku na vysoké škole a psal učebnice a populárně vědecké knihy. Jeho matka Jekatěrina Sacharova se plně věnovala rodině.

### Vzdělání
Do školy nastoupil až v sedmé třídě. Když mu bylo 14 let, rozhodl se, že bude stejně jako jeho otec ateistou. Svou nešikovnost a neústupnost, jak uvedl, zdědil po své matce a babičce. Byl to introvert soustředěný na své pocity a myšlenky. Mimo jiné se též zajímal o poezii a život Alexandra Sergejeviče Puškina. Měl zvláštní schopnost psát oběma rukama najednou.
V roce 1938, když začal studovat na Moskevské státní univerzitě na fakultě fyziky, probíhaly stalinské čistky, které postihly nejlepší učitele. Poté, co nacistické Německo napadlo Sovětský svaz, lékaři zjistili, že Sacharov není schopen vojenské služby. Díky tomu byl s ostatními univerzitními studenty a učiteli evakuován do Ašchabadu v Turkmenistánu, kde v roce 1942 dokončil studium s vyznamenáním. Během války Sacharova zařadili k laboratorní práci v muničním skladě. Roku 1945 po skončení války na území Ruska se Sacharov vrátil ke studiu teoretické fyziky.

### Vývoj vodíkové bomby
V roce 1946 byl Sacharov přizván k účasti na projektu sovětské atomové bomby, ale tuto nabídku odmítl. V témže roce obdržel doktorát za svou práci v oboru fyziky částic.
V roce 1948 byl v pomocné skupině Jakova Zeldoviče, která se zabývala výzkumem termonukleární fúze, a spolupracoval na vývoji vodíkové bomby. Tento projekt vodíkové bomby byl označován jako „truba“. Sacharov odhalil závažné nedostatky projektu „truba“ a navrhl zcela odlišné schéma pod názvem „slojka“. Vývoj probíhal v utajeném městečku (dnes Sarov), kde se zabývali vývojem jaderných zbraní. Slojka se stala první sovětskou vodíkovou bombou, úspěšně otestována byla 12. 8. 1953.
Téhož roku se stal členem Sovětské akademie věd a získal první ze tří medailí Hrdiny socialistické práce, dále získal Stalinovu cenu a chatu na moskevském předměstí.
Při vývoji vodíkové bomby Sacharov a Igor Tamm navrhli reaktor s řízenou termonukleární fúzí označovaný jako Tokamak, což byl původně tajný projekt. Roku 1956 při návštěvě britského Harwellu Igor Kurčatov některé myšlenky týkající se projektu prozradil. Výzkum jaderné fúze byl poté odtajněn a stal se otevřenou oblastí pro mezinárodní soutěž.
Po testu vodíkové bomby se Igor Tamm vrátil do Moskvy ke své práci ve Fyzikálním ústavu sovětské akademie věd. Sacharov zůstal v Sarově, kde se s ostatními věnoval vývoji další vodíkové bomby testované roku 1955, a takzvané Car-bomby testované roku 1961. Tato bomba byla nejsilnější zbraní testovanou pokusným výbuchem.
Významně se zasadil o podepsání smlouvy o omezení jaderných testů a ve Washingtonu se zúčastnil podepsání protokolu o ratifikaci této smlouvy (10. října 1963). Téhož roku se mu podařilo přesvědčit sovětské vedení, aby přistoupilo na americký návrh na zastavení jaderných testů. Smlouva byla podepsána v Moskvě mezi Spojenými státy, Sovětským svazem a Velkou Británií. Zakazovala testy pod vodou, v kosmickém prostoru a v atmosféře. Sacharov uvedl, že tato smlouva byla prvním krokem ke snížení nebezpečí nukleární a termonukleární války.
Roku 1963 se rozhodl, že se bude opět zabývat čistou vědou. Od roku 1951 se též podílel na podpoře obětí politické diskriminace a pronásledování. V té době stále pracoval na vývoji nových zbraní a pokoušel se ovlivňovat politická a strategická rozhodnutí.

### Ochránce lidských práv a odpůrce závodů v atomovém zbrojení

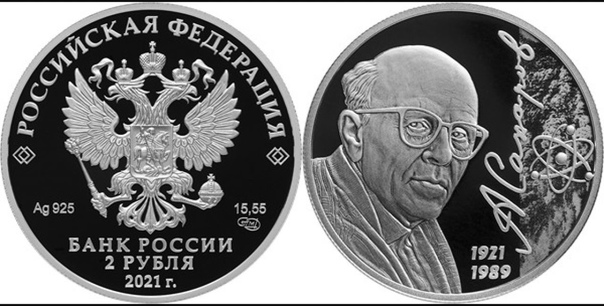
Pamětní mince vydaná roku 2021, ke 100. výročí Sacharovova narození.

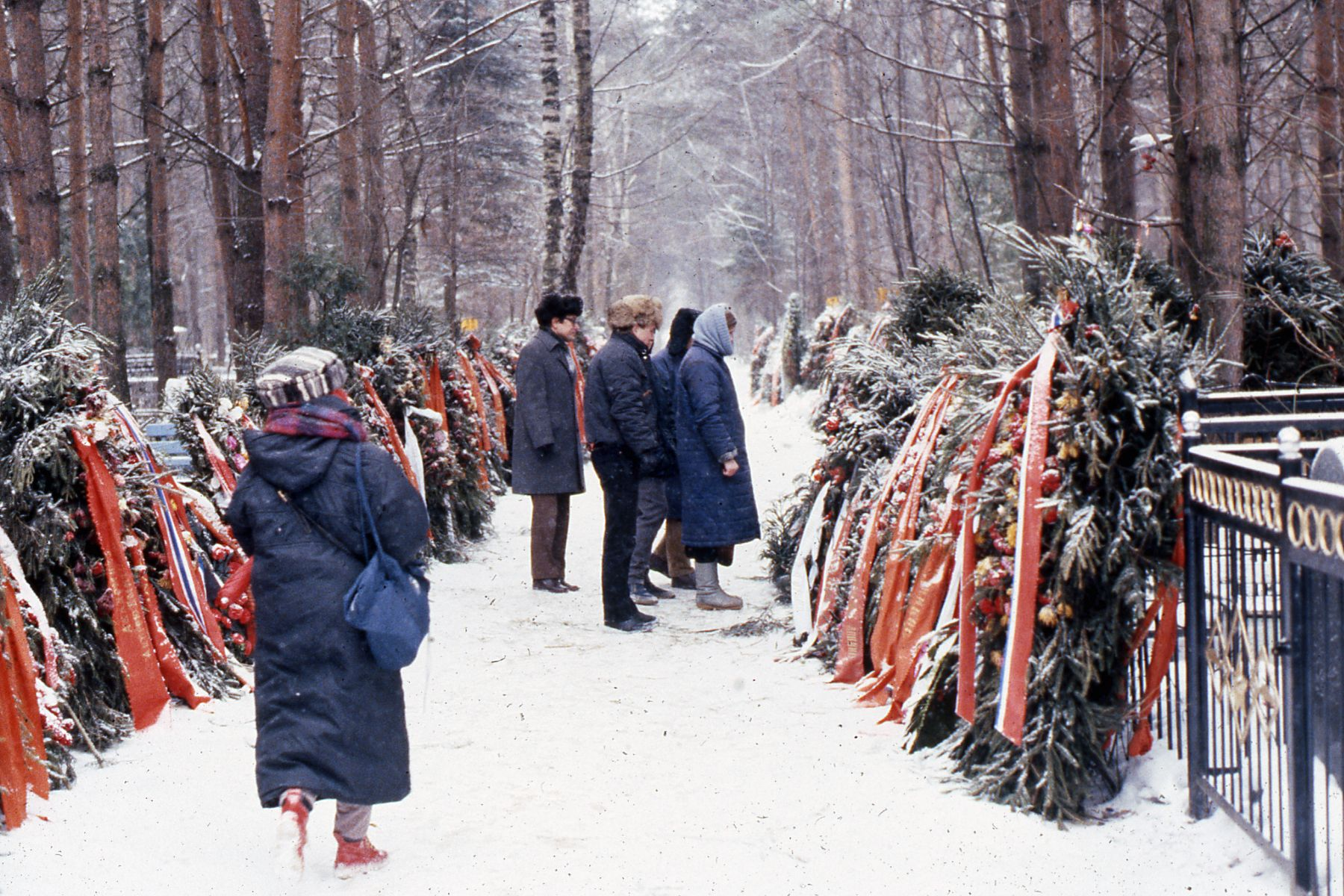
Lidé jdou vzdát úctu k hrobu Andreje Sacharova (leden 1990).

V roce 1967 připravil tajné memorandum o strategické rovnováze a závodech v jaderném zbrojení, kde doporučil sovětskému vedení přijmout americký návrh moratoria na obranu proti balistickým střelám.
Roku 1970 Sacharov spoluzaložil Moskevský výbor pro lidská práva a stal se obráncem lidských práv v celém komunistickém bloku.
Roku 1973 byl na návrh Alexandra Solženicyna nominován na Nobelovu cenu míru a v roce 1975 ji jako první Rus získal. Sovětské úřady mu však cenu převzít nedovolily, proto ji převzala jeho žena.
V roce 1979 ostře veřejně protestoval proti intervenci sovětských vojsk v občanské válce v Afghánistánu. Sacharov o tom později napsal, že 22. ledna 1980 byl zatčen na ulici a násilně převezen do Úřadu prokurátora SSSR. Alexandr Rekunkov ho informoval, že Presidium Nejvyššího sovětu SSSR mu odňalo titul Hrdiny socialistické práce a všechna ostatní ocenění a vyznamenání. Ještě týž den byl Sacharov s manželkou deportován do města Gorkij (dnes Nižnij Novgorod). Zde byl zadržován téměř sedm let. Během svého vyhnanství v Gorkém Andrej Sacharov psal knihu autobiografických vzpomínek. Přestože KGB třikrát zabavila jeho rukopis o více než tisíci stránkách, Sacharov knihu vždy začal psát znovu zpaměti. Sacharov také neohroženě pokračoval v psaní dopisů a výzev na obranu pronásledovaných aktivistů za lidská práva.
Až v prosinci roku 1986 se Sacharov mohl vrátit do Moskvy a pokračovat ve své veřejné aktivitě.
V letech 1987 a 1988 pomáhal založit první legální organizace sovětské inteligence a stal se hlavním mluvčím politické opozice v Sovětském svazu. V dubnu roku 1989 byl zvolen do nového parlamentu Sovětského svazu – Všesvazového sjezdu lidových poslanců a stal se jedním z vůdců demokratické opozice. Sacharov začal psát novou ústavu. Tvrdil, že pouze rychlá a radikální reforma může zaručit nenásilný vývoj v zemi. Sacharov se stal duchovním vůdcem změn Ruska v demokratický stát.[zdroj?]
V prosinci 1988 byla Evropským parlamentem založena Sacharovova cena za svobodu myšlení, která oceňuje osoby a organizace zasazující se za lidská práva a svobody. Jejími nositeli jsou např. Nelson Mandela, Alexander Dubček, Kofi Annan, Ibrahim Rugova.

### Smrt
V prosinci 1989 na zasedání demokratické opozice Sacharov zemřel na srdeční záchvat.